# Isòvol
Isòvol és un municipi de la comarca de la Baixa Cerdanya.
Està format pels nuclis d'All, Olopte i d'Isòvol, que fins al 1846 havien estat ens locals independents. La capital del municipi es troba al poble d'All.
Temps enrere hi havia hagut el veïnat d'Alf, que havia estat parròquia, als voltants de l'actual Mas del Revetllat.

## Història
Està documentat al segle x com Isogal. Popularment es creu que el topònim deriva d'Isabel, una dama que va pagar la construcció de l'església de Sant Miquel. Probablement deriva d'un nom bascoide Isaval amb el sentit de lloc «ample o abundant».

## Geografia
- Llista de topònims d'Isòvol (Orografia: muntanyes, serres, collades, indrets..; hidrografia: rius, fonts...; edificis: cases, masies, esglésies, etc).

Està situat a la riba dreta del Segre, al punt on desguassa el Riu Duran, lloc on es forma l'estret d'Isòvol o de Baltarga, flanquejat pel tossal d'Isòvol.
| Entitat de població | Habitants (2023) |
| All                 | 217              |
| Isòvol              | 63               |
| Olopte              | 61               |
| Font: Idescat       |                  |

## Demografia
| 1497 f | 1515 f | 1553 f | 1717 | 1787 | 1857 | 1877 | 1887 | 1900 | 1910 |
| ------ | ------ | ------ | ---- | ---- | ---- | ---- | ---- | ---- | ---- |
| 17     | 21     | 18     | 110  | 177  | 417  | 281  | 295  | 340  | 312  |

| 1920 | 1930 | 1940 | 1950 | 1960 | 1970 | 1981 | 1990 | 1992 | 1994 |
| ---- | ---- | ---- | ---- | ---- | ---- | ---- | ---- | ---- | ---- |
| 337  | 334  | 304  | 297  | 314  | 237  | 196  | 193  | 171  | 171  |

| 1996 | 1998 | 2000 | 2002 | 2004 | 2006 | 2008 | 2010 | 2012 | 2014 |
| ---- | ---- | ---- | ---- | ---- | ---- | ---- | ---- | ---- | ---- |
| 189  | 205  | 204  | 198  | 202  | 265  | 268  | 309  | 327  | 301  |

| 2016 | 2018 | 2020 | 2022 | 2024 | 2026 | 2028 | 2030 | 2032 | 2034 |
| ---- | ---- | ---- | ---- | ---- | ---- | ---- | ---- | ---- | ---- |
| 276  | 278  | 281  | 318  | 330  | -    | -    | -    | -    | -    |

## Política
| Candidatura | Candidatura                                        | Cap de llista            | Vots | Regidors | % vots |
| ----------- | -------------------------------------------------- | ------------------------ | ---- | -------- | ------ |
|             | Convergència i Unió (CiU)                          | Pere Oliu i Casamitjana  | 82   | 5        | 60,29% |
|             | Progrés Ceretà-PSC-Progrés Municipal (PCER-PSC-PM) | Julia Estrems i Villegas | 14   | 0        | 10,29% |
|             | Vots en Blanc                                      |                          | 22   | 0        | 15,94% |
|             | Vots nuls                                          |                          | 2    | 0        | 1,45%  |
| Total       | Total                                              | 138                      | 138  | 5        | 100%   |

| Candidatura | Candidatura                                               | Cap de llista                    | Vots | Regidors | % vots |
| ----------- | --------------------------------------------------------- | -------------------------------- | ---- | -------- | ------ |
|             | Independents per Cerdanya-Isòvol-Acord Municipal (IxC-AM) | Pere Oliu i Casamitjana          | 84   | 3        | 45,65% |
|             | Progrés Municipal (PM)                                    | Esteve Maurell i Meya            | 65   | 3        | 35,33% |
|             | Convergència i Unió (CiU)                                 |                                  | 27   | 1        | 14,67% |
|             | Vots en Blanc                                             | Francesc Xavier Pons i Trescents | 8    | 0        | 4,28%  |
|             | Vots nuls                                                 |                                  | 3    | 0        | 1,60%  |
| Total       | Total                                                     | 187                              | 187  | 7        | 100%   |

| Candidatura | Candidatura                                                      | Cap de llista            | Vots | Regidors | % vots |
| ----------- | ---------------------------------------------------------------- | ------------------------ | ---- | -------- | ------ |
|             | Endavant Cerdanya (En-Cerd)                                      | Pere Oliu i Casamitjana  | 98   | 4        | 50,00% |
|             | Independents d'Isòvol-Alternativa Cerdana-Progrés Municipal (PM) | Esteve Maurell i Meya    | 50   | 2        | 25,51% |
|             | Convergència i Unió (CiU)                                        | Ramon Parisé i Mitjavila | 44   | 1        | 22,45% |
|             | Vots en Blanc                                                    |                          | 4    | 0        | 2,03%  |
|             | Vots nuls                                                        |                          | 1    | 0        | 0,51%  |
| Total       | Total                                                            | 197                      | 197  | 7        | 100%   |

| Candidatura | Candidatura                                         | Cap de llista           | Vots | Regidors | % vots |
| ----------- | --------------------------------------------------- | ----------------------- | ---- | -------- | ------ |
|             | Convergència i Unió (CiU)                           | Pere Oliu i Casamitjana | 106  | 7        | 69,74% |
|             | Independents per Isòvol-Candidatura de Progrés (CP) | Aida Busquet i Estany   | 14   | 0        | 9,21%  |
|             | Vots en Blanc                                       |                         | 32   | 0        | 20,51% |
|             | Vots nuls                                           |                         | 4    | 0        | 2,56%  |
| Total       | Total                                               | 156                     | 156  | 7        | 100%   |

| Candidatura | Candidatura                       | Cap de llista           | Vots | Regidors | % vots |
| ----------- | --------------------------------- | ----------------------- | ---- | -------- | ------ |
|             | Junts per Catalunya (JxCAT-JUNTS) | Joan Bertran i Bonet    | 91   | 4        | 51,70% |
|             | Endavant Cerdanya (En-Cerd)       | Albert Martí i Llombart | 76   | 3        | 43,18% |
|             | Vots en Blanc                     |                         | 9    | 0        | 5,11%  |
|             | Vots nuls                         |                         | 1    | 0        | 0,56%  |
| Total       | Total                             | 177                     | 177  | 7        | 100%   |

## Llocs d'interès
- Església de Sant Miquel d'Isòvol, romànica.
- Església de Santa Maria d'All, romànica
- Església de Sant Pere d'Olopte, romànica.
- Pont del Diable, ruïnes d'un pont de camí ral